# Herbert le Jeune, comte de Troyes et de Meaux
Herbert dit le Jeune, né vers 950, mort en 28 janvier 995 ou 996, fut comte de Meaux et de Troyes de 966 à 996 et seigneur de Vitry avec une partie du Perthois et du Chalonnais.

## Biographie

### Famille
Il était fils de Robert Ier, comte de Meaux et de Troyes, et d'Adélaïde Werra. 
Il est le IVe du nom dans la famille des Herbertiens, mais n'a jamais possédé le comté de Vermandois, il est le Ier du nom à la tête de Troyes et le IIe du nom en charge de Meaux. Et pour le distinguer cet Herbert, d'Herbert le Vieux, IIIe du nom chez les Vermandois, il est souvent nommer Herbert le Jeune.

### Carrière politique
Il hérite des domaines de son père en 966, puis par l'intercession du roi, il reçoit une partie des honneurs de son oncle Herbert III le Vieux, comte d'Omois, qui sont partagés avec son cousin Eudes de Blois. Cela lui permit de devenir l'avoué de Montier-en-Der. 
Fidèle aux carolingiens, il est partisan du roi Lothaire de France, et le seconda lors de la conquête de la Haute-Lotharingie et garda prisonnier Godefroy le Captif, comte de Verdun. En 987, à la mort de Louis V, il soutint son oncle Charles de Basse-Lotharingie, probablement son beau-frère, et s'allia à Eudes Ier de Blois.
Il est inhumé en l'abbaye de Lagny qu'il avait restaurée.

## Mariage et enfants
L'histoire n'a pas conservé le nom de son épouse, ni son origine familiale. Sur la base du prénom attribué à son fils, il y a trois hypothèses possibles :
- une descendante du comte lotharingien Étienne, allié vers 900 à Gérard, comte de Metz ;
- une descendante d'Étienne, comte de Bourges vers 860 ;
- une fille du comte Étienne de Gévaudan.

Herbert a eu pour fils :
- Étienne Ier (mort vers 1020), comte de Troyes, de Meaux, de Vitry et d'Omois.

## Source
- Christian Settipani, La Préhistoire des Capétiens (Nouvelle Histoire généalogique de l'auguste maison de France, vol. 1), Villeneuve-d'Ascq, éd. Patrick van Kerrebrouck, 1993, 545 p. (ISBN 978-2-95015-093-6).